# Derbentski
Derbentski (del ruso: Дербентский) es un jútor del raión de Timashovsk del krai de Krasnodar, en Rusia. Está situado en la orilla izquierda del río Kirpili, 11 km al sur de Timashovsk y 52 km al norte de Krasnodar, la capital del krai. Tenía 250 habitantes en 2010.
Pertenece al municipio Derbéntskoye.

## Historia
La localidad fue fundada por familias de campesinos de Povolzhie, que huían de la hambruna rusa de 1921, y soldados del Ejército Rojo en 1923. Las tierras en las que se construyó el jútor pertenecían desde finales del siglo XIX a los cosacos Petrusenko y Yatsuby, donde Fiódor Liutyj había instalado una fábrica de ladrillos en 1900. Se eligió el nombre Derbentski en honor a los soldados del regimiento revolucionario de Derbent que murieron en combate con los cosacos blancos en la estación Vedmidivka (en Medvédovskaya) del ferrocarril del Cáucaso Norte el 7 de abril de 1918. En 1925 los habitantes de Derbentski crearon el  TOZ Vperiod ("Adelante"), que en la década de 1930 se transformaría en el un koljós que sería renombrado posteriormente como Derbenets. En 1926 vivían en la localidad 518 personas, por lo que se decidió convertirla en cabeza de un nuevo municipio, estatus que perdería en favor de Tantsura-Kramarenko. El 3 de agosto de 1950 el koljós fue incluido en el koljós 20 let Oktiabria.

## Transporte
La autopista M4 Moscú-Novorosisk pasa por la localidad.